# 若駒賞 (岩手競馬)
若駒賞（わかこましょう）は、岩手県競馬組合が施行する地方競馬の重賞競走（M2）である。正式名称は「日本レーシングサービス協賛 若駒賞」。

## 概要
1981年に盛岡競馬場のダート1420mのサラブレッド系3歳（現2歳）の岩手所属馬限定の特別競走「若駒賞」として創設。創設当初から1999年まで特別競走として施行され、2000年から重賞競走に格上げされ、南部駒賞への前哨戦として位置付けられ、上位2着までに南部駒賞への優先出走権が与えられるようになった。
2002年では岩手めんこいテレビから優勝杯の提供を受け、名称が「MIT杯 若駒賞」となった。2004年は東日本・九州地区交流競走として施行、2005年から2006年までは地方競馬全国交流競走として施行された。
2007年は施行場を水沢競馬場のダート1600mに変更しオープン特別競走に格下げ、更に南部駒賞への優先出走権付与が優勝馬のみに変更される。2008年から再び施行場を盛岡競馬場のダート1600mに戻し、重賞競走に格上げされ、更に南部駒賞への優先出走権付与対象が2着以上に戻された。なお、この年から未来優駿シリーズに指定された。
2009年から盛岡市から優勝杯の提供を受け、名称を「盛岡市長杯 若駒賞」に変更した。
2014年に南部駒賞の優先出走権付与対象が上位3着馬までに変更された。
2016年に岩手競馬で重賞格付け制度が開始され、M2に格付けされた。
2020年に未来優駿シリーズから外れる。
2022年はジュニアグランプリのトライアルとなった（優先出走権付与対象は上位3着以上）が、2023年に南部駒賞のトライアルに戻っている（優先出走権付与対象は3着以上）。
2023年から本競走へのトライアル競走はない。2022年の本競走へのトライアルは、若鮎賞であった。2021年以前はサラブレッド系2歳・岩手所属馬限定の定量の重賞競走「ビギナーズカップ」で優先出走権付与対象は3着以上馬であった。なお、2006年以前は「若松賞」が本競走へのトライアル競走であり、上位2着までに本競走への優先出走権が与えられていた。

### 条件・賞金等（2024年）
条件
サラブレッド系2歳、岩手所属。
負担重量
定量、55kg（牝馬1kg減）。
賞金等
賞金額は1着350万円、2着122万5000円、3着70万円、4着45万5000円、5着24万5000円、着外手当は1万7500円。
副賞
日本レーシングサービス賞、岩手県馬主会会長賞、盛岡市長賞、開催執務委員長賞。
優先出走権付与
3着までに入った馬に南部駒賞の優先出走権が付与される。

### スタリオンシリーズ
2007から2009年、2011年はスタリオンシリーズに指定されており、優勝馬の馬主に種牡馬の配合権利が贈られた。対象種牡馬は以下の通り。
- 2007年- ファルブラヴ
- 2008年- ソングオブウインド
- 2009年- キッケンクリス
- 2011年- ファルブラヴ

## 歴史
- 1981年 - 盛岡競馬場のダート1600mのサラブレッド系3歳（現2歳）の岩手所属馬限定の特別競走「若駒賞」として創設。
- 2000年
  - 重賞競走に格上げ。
  - 上位2着までに南部駒賞への優先出走権が付与される様になる。
- 2001年 - 馬齢表示の国際基準への変更に伴い、出走条件を「サラブレッド系3歳の岩手所属馬」から「サラブレッド系2歳の岩手所属馬」に変更。
- 2002年 - 当年のみ、岩手めんこいテレビから優勝杯の提供を受け、「MIT杯 若駒賞」として施行。
- 2004年 - 当年のみ、東日本・九州地区交流競走として施行され、出走条件を「サラブレッド系2歳の北海道・岩手・北関東・南関東・九州所属馬」に変更。
- 2005年
  - この年から地方競馬全国交流競走として施行され、出走条件を「サラブレッド系2歳の地方所属馬」に変更。
  - 小林俊彦が騎手として史上初の連覇。
- 2006年 - ホッカイドウのグローリーソングが他地区の地方所属馬として史上初の優勝。
- 2007年
  - 施行場を水沢競馬場のダート1600mに変更。
  - 出走条件を「サラブレッド系2歳の地方所属馬」から「サラブレッド系2歳の岩手所属馬」に変更。
  - オープン特別競走に格下げ。
  - 南部駒賞への優先出走権付与対象を1着馬に変更。
  - スタリオンシリーズ競走に指定。
- 2008年
  - 施行場を盛岡競馬場のダート1600mに戻す。
  - 重賞競走に再び格上げ。
  - 南部駒賞への優先出走権付与対象を上位2着までに戻す。
  - 未来優駿シリーズに選定。
- 2009年 - 盛岡市から優勝杯の提供を受け、名称を現在の「盛岡市長杯 若駒賞」に変更。
- 2010年
  - スタリオンシリーズ競走から除外。
  - 瀬戸幸一が調教師として史上初の連覇。
- 2012年 - スタリオンシリーズ競走から除外。
- 2014年 - 南部駒賞の優先出走権付与対象が上位3着馬までに拡大される。
- 2020年 - 未来優駿シリーズから除外。
- 2021年 - レース名を「日本レーシングサービス協賛 若駒賞」に変更。
- 2022年
  - コースを芝に変更する予定だったが、走路状態悪化のためダートで施行[3]。
  - ジュニアグランプリのトライアルに変更。
- 2023年
  - 南部駒賞のトライアルに戻される。
  - 日程発表時点でもダートに戻る[4]。
- 2025年 - 施行場を水沢競馬場のダート1600mに再び変更。

### 歴代優勝馬
全て盛岡競馬場ダート1600mで施行。
| 回数   | 施行日         | 優勝馬             | 性齢 | 所属   | タイム | 優勝騎手 | 管理調教師 | 馬主       |
| ------ | -------------- | ------------------ | ---- | ------ | ------ | -------- | ---------- | ---------- |
| 第20回 | 2000年11月11日 | テイクアトリウム   | 牡3  | 盛岡   | 1:42.7 | 佐藤雅彦 | 櫻田浩三   | 山本武司   |
| 第21回 | 2001年11月10日 | ナノテクノロジー   | 牡2  | 水沢   | 1:41.1 | 村上忍   | 千葉四美   | 池谷誠一   |
| 第22回 | 2002年11月3日  | トキノシャトー     | 牝2  | 盛岡   | 1:42.9 | 南郷家全 | 城地藤男   | 籐井利平   |
| 第23回 | 2003年10月25日 | シャンハイジャパン | 牝2  | 水沢   | 1:41.4 | 草地保隆 | 遠藤隆夫   | 高橋ツメ   |
| 第24回 | 2004年10月17日 | ウツミジョンソン   | 牡2  | 水沢   | 1:42.2 | 小林俊彦 | 村上佐重喜 | 内海政行   |
| 第25回 | 2005年10月16日 | アテスト           | 牡2  | 盛岡   | 1:40.7 | 小林俊彦 | 櫻田浩三   | 山本武司   |
| 第26回 | 2006年10月15日 | グローリーソング   | 牡2  | 北海道 | 1:42.0 | 服部茂史 | 林和弘     | 坂英樹     |
| 第28回 | 2008年10月19日 | ワタリシンセイキ   | 牡2  | 水沢   | 1:41.5 | 関本淳   | 三野宮通   | 阿部茂     |
| 第29回 | 2009年10月19日 | ロックハンドスター | 牡2  | 水沢   | 1:41.2 | 阿部英俊 | 瀬戸幸一   | 千葉浩     |
| 第30回 | 2010年10月18日 | ベストマイヒーロー | 牡2  | 水沢   | 1:39.4 | 菅原勲   | 瀬戸幸一   | 千葉浩     |
| 第31回 | 2011年10月17日 | アスペクト         | 牡2  | 盛岡   | 1:38.8 | 山本政聡 | 櫻田浩三   | 山本武司   |
| 第32回 | 2012年10月22日 | ロックハンドパワー | 牡2  | 水沢   | 1:41.4 | 村上忍   | 菅原勲     | 千葉浩     |
| 第33回 | 2013年10月21日 | ライズライン       | 牡2  | 水沢   | 1:37.2 | 小林俊彦 | 千葉幸喜   | 大久保和夫 |
| 第34回 | 2014年10月20日 | ロールボヌール     | 牡2  | 水沢   | 1:37.9 | 山本聡哉 | 千葉幸喜   | 大久保和夫 |
| 第35回 | 2015年10月19日 | メジャーリーガー   | 牡2  | 水沢   | 1:41.7 | 関本淳   | 小林義明   | 伊藤裕一   |
| 第36回 | 2016年10月17日 | サンエイリシャール | 牡2  | 水沢   | 1:40.8 | 山本聡哉 | 瀬戸幸一   | 鈴木雅俊   |
| 第37回 | 2017年10月15日 | ニッポンダエモン   | 牡2  | 盛岡   | 1:41.1 | 齋藤雄一 | 櫻田康二   | 大久保和夫 |
| 第38回 | 2018年10月14日 | ニューホープ       | 牡2  | 水沢   | 1:40.1 | 山本政聡 | 畠山信一   | 吉田勝利   |
| 第39回 | 2019年10月13日 | グランコージー     | 牡2  | 盛岡   | 1:39.5 | 鈴木祐   | 櫻田康二   | 布施慶士   |
| 第40回 | 2020年10月18日 | リュウノシンゲン   | 牡2  | 水沢   | 1:40.7 | 坂口裕一 | 菅原勲     | 蓑島竜一   |
| 第41回 | 2021年10月4日  | カクテルライト     | 牝2  | 盛岡   | 1:40.2 | 山本政聡 | 小西重征   | 長澤茂     |
| 第42回 | 2022年9月20日  | ケープライト       | 牝2  | 水沢   | 1:41.0 | 山本政聡 | 佐藤浩一   | 島川隆哉   |
| 第43回 | 2023年10月15日 | ミヤギヴァリアント | 牡2  | 水沢   | 1:39.3 | 村上忍   | 菅原勲     | 鈴木雅俊   |
| 第44回 | 2024年10月20日 | マツリダマスラオ   | 牡2  | 水沢   | 1:41.6 | 村上忍   | 菅原勲     | 高橋福三郎 |

※重賞競走として施行された2000年 - 2006年、2008年以降とする。
※馬齢は2000年については旧表記を用いる。

#### 各回競走結果の出典
- 若駒賞 歴代優勝馬 - 地方競馬全国協会
- JBISサーチ
  - 2000年，2001年，2002年，2003年，2004年，2005年，2006年，2008年，2009年，2010年，2011年，2012年，2013年，2014年，2015年，2016年，2017年，2018年，2019年，2020年，2021年，2022年，2023年，2024年